# Femtosekundenlaser
Femtosekundenlaser sind Laser, die Lichtpulse aussenden, deren Dauer im Femtosekunden-Bereich liegt. Das sich mit Lichtgeschwindigkeit ausbreitende Laserlicht legt innerhalb einer Femtosekunde {\displaystyle (1~{\rm {fs}}=10^{-15}~{\rm {s}})} lediglich eine Strecke von 0,3 µm zurück, diese Strecke entspricht etwa einem Hundertstel des Durchmessers eines menschlichen Haares.
Femtosekundenlaser komprimieren die Energie über Modenkopplung in einen extrem kurzen Zeitbereich, kürzer noch als bei gütegeschalteten Pikosekundenlasern, und haben deshalb gegenüber Dauerstrich-Lasern wesentlich höhere Spitzenleistungen (über den Megawattbereich hinaus). Diese kurzen Pulsdauern können nur über  nichtlineare Effekte, meist über den Kerr-Effekt, erreicht werden.
Einer der stärksten (Femtosekunden)Laser der Welt, der Hercules des Center for Ultrafast Optical Science (CUOS) der University of Michigan, hat eine Lichtleistung von 300 Terawatt. Der Berkeley Lab Laser Accelerator (BELLA) erreicht bei einer Gesamtenergie von 40 Joule innerhalb von 40 Femtosekunden, einmal pro Sekunde, eine Leistung von einem Petawatt.

## Lasertypen
Weit verbreitet ist der Kerrlinsen modengekoppelte Titan-Saphir-Laser, der mit seiner breiten Verstärkungsregion von ca. 200 nm bei einer zentralen Wellenlänge von ca. 800 nm arbeitet und gegenüber thermischer Belastung und dem Ausbilden einer thermischen Linse sehr unempfindlich ist.

## Anwendungen
Femtosekundenlaser bilden ein Grundelement für große Bereiche der Photonik und der nichtlinearen Optik. Durch den möglich gewordenen Zugriff auf die elektromagnetische Phase sind noch kürzere Lichtpulse im Röntgenbereich, bei Pulsdauern von wenigen Attosekunden erreichbar. Aufbauend auf diese Technologie werden Attosekundenlaser und sogenannte „tabletop“ (engl. für auf einen Tisch passend) Röntgenlaser entwickelt.
Die Anwendung beider Pulstypen in einem Pump-Probe-Experiment erlaubt die Beobachtung ultraschneller elektronischer Veränderungen innerhalb angeregter Atome.
Weitere Anwendungen liegen in der Messtechnik. Durch die kurzen Pulsdauern können entsprechend kurze Ereignisse untersucht werden, welche etwa in der Photochemie von Relevanz sind, siehe auch Ultrakurzzeit-Spektroskopie. Das breite, rauscharme Spektrum mit extrem hoher Stabilität wird auch zur Metrologie, also der hochpräzisen Zeitmessung über den durch die Moden zerteilten Frequenzkamm, sowie bei optischen Abbildungs- und Messverfahren wie der Multiphotonenmikroskopie und der optischen Kohärenztomografie eingesetzt.
In der Medizin findet der Femtosekundenlaser Anwendung u. a. in der Zahnmedizin, der Augenheilkunde (dort vor allem in der Femtosekunden-Lentikel-Extraktion als Mittel der Refraktiven Chirurgie sowie in der Femtosekundenlaser-Kataraktoperation als Mittel der Katarakt-Chirurgie) oder der Krebstherapie.

Die Vorteile sind hier:
- hohe Spitzenintensitäten
- geringe Wärmeübertragung auf das Substrat
- Breitbandiges Spektrum

Weitere Einsatzmöglichkeiten von Femtosekundenlasern:
- die Steuerung bzw. Erforschung von chemischen Reaktionen, beispielsweise der Zerfall bestimmter Moleküle bei der Herstellung von Medikamenten
- optische Abtastverfahren beispielsweise für Oberflächen
- die exakte und rückstandsfreie Abtragung kleinster Materialmengen ohne nennenswerte Wärmeübertragung (Prinzip des Präzisionsskalpells). Das Material wird vom Femtosekundenlaser direkt in Plasma umgewandelt, welches kaum thermisch mit dem Trägermaterial wechselwirkt.